# Bezirksgericht Aigen

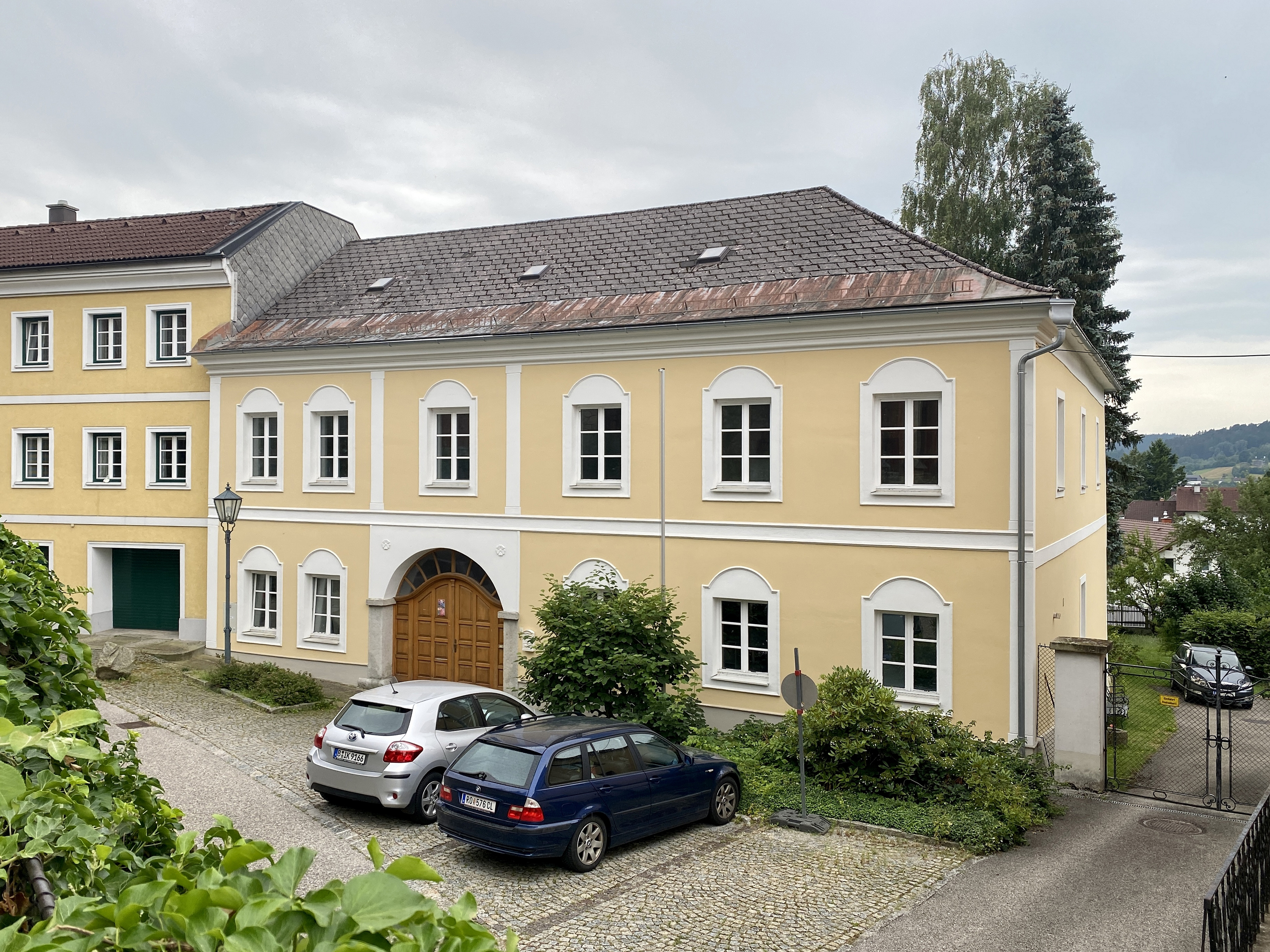
Ehemaliges Gerichtsgebäude (2022)

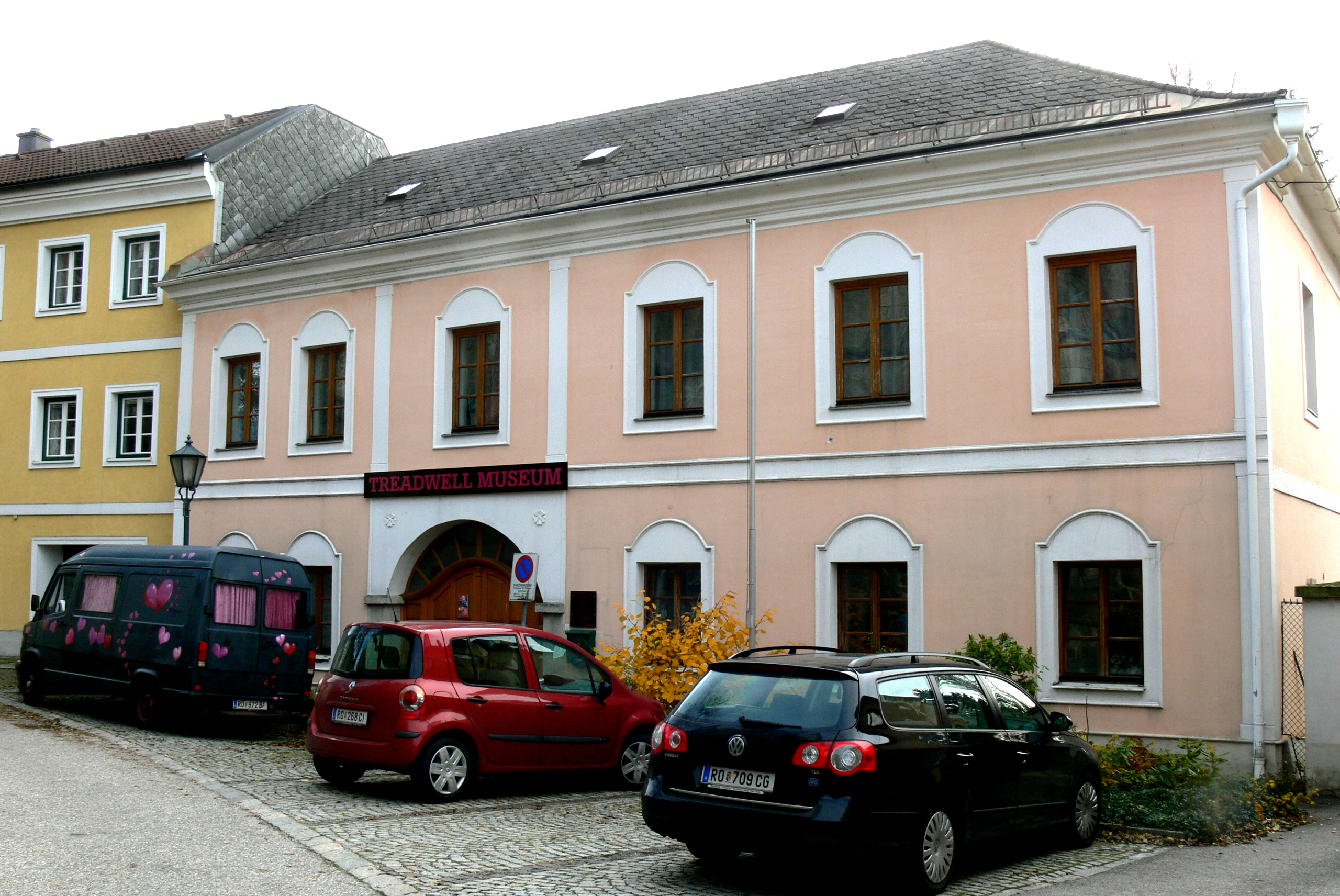
Ehemaliges Gerichtsgebäude (2011)

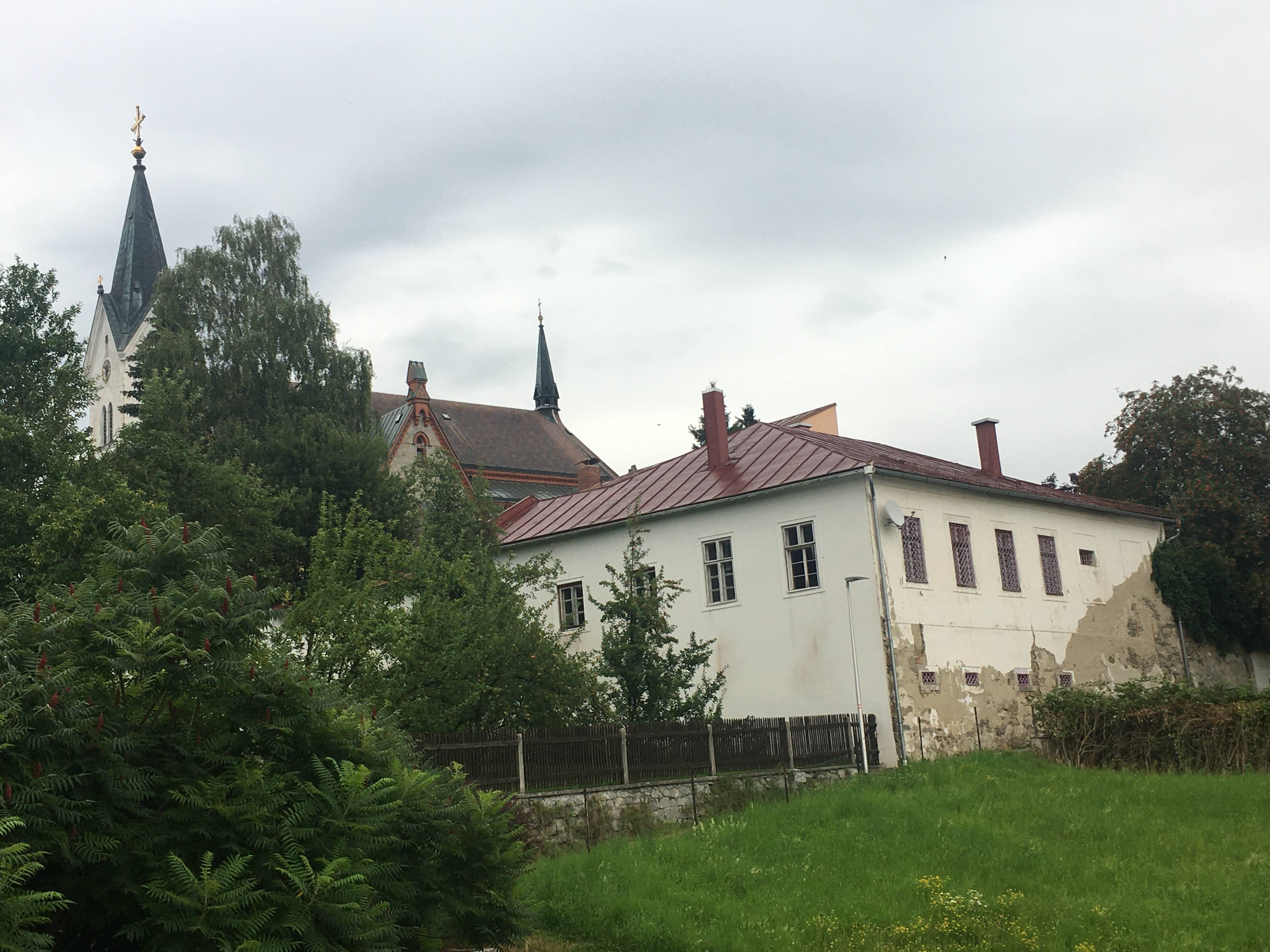
Südtrakt des ehemaligen Gerichtsgebäudes (2022)

Das Bezirksgericht Aigen war ein Bezirksgericht in der Gemeinde Aigen im Mühlkreis, Bezirk Rohrbach (Oberösterreich). Das für den Gerichtsbezirk Aigen zuständige Bezirksgericht bestand von 1850 bis 2002. Das Gebäude des ehemaligen Bezirksgerichtes mit der Adresse Kirchengasse 4 steht unter Denkmalschutz.

## Geschichte
Am 10. Mai 1850 wurden die bisherigen landesfürstlichen und Patrimonial-Gerichte durch einen Erlass des k.k. Oberlandesgerichtes Linz zur Übergabe der Justizgeschäfte an die neu bestellten landesfürstlichen Gerichten verpflichtet. Das neu geschaffene Bezirksgericht Aigen wurde mit der Aufnahme seiner Geschäfte per 16. Mai 1850 angewiesen, wobei es für den „Gerichtsbezirk Aigen“, d. h. vor allem für das ehemalige Landgericht Schlägl und den nördlichen Teil des Landgericht Marsbach zuständig wurde. Trotz seines Namens wurde der Amtssitz des Bezirksgerichtes erst per 1. Februar 1873 durch eine Verordnung des k. k. Justizministeriums von Schlägl nach Aigen verlegt.
Beim Bezirksgericht Aigen handelte es zur Zeit der Gründung um ein Bezirksgericht II. Klasse. Dies bedeutete, dass für Vergehen als Strafgericht das übergeordnete Bezirks-Kollegial-Gericht Rohrbach zuständig war. Als Appell- und Spruchgericht, Civil-, Kollegial- und Handelsgericht für Neufelden diente wiederum das Landesgericht Linz. Das Bezirksgericht Aigen war bis zur Auflösung dem Landesgericht Linz unterstellt, wobei das Bezirksgericht per 31. Dezember 2002 seine Tätigkeit ebenso wie zwei weitere Bezirksgerichte des Bezirkes Rohrbach einstellen musste. Für den gesamten Bezirk ist seit dem 1. Jänner 2003 das Bezirksgericht Rohrbach zuständig.

## Bauwerk
Das Gebäude des ehemaligen Bezirksgerichtes ist ein barocker Bau aus dem 17. bis 18. Jahrhundert, wobei eventuell Bauteile aus dem 16. Jahrhundert integriert wurden. Die Fassade weist eine rezente Putzbandgliederung auf, im Inneren finden sich in allen Geschoßen barocke Tonnen- und Stichkappentonnengewölbe, die teilweise auch Kreuzgraten aufweisen. Auf einer Flachdecke finden sich zudem barocke Stuckprofile aus dem 18. Jahrhundert. Zum ehemaligen Gerichtsgebäude gehören hakenförmig angebaute Nebentrakte mit einem barocken Wirtschaftstrakt sowie dem ehemaligen Gefängnis.
An der Ostseite ist der ehemalige Pfarrhof angebaut, erst im Jahr 1910 wurde der Pfarrhof Aigen an seinen heutigen Standort verlegt. 